# Kenneth Ford
Kenneth Ford (1930 - ) es un escultor británico, ganador del Premio de Roma de escultura en el año 1955. Anteriormente había estudiado en el Universidad Real de Arte de Londres, bajo la tutela de Frank Dobson.
Fue decano en el Departamento de Escultura en la Politécnica de Leicester (1967-1988) y Lector visitante en la Frink School de Escultura Figurativa en Tunstall.

## Retrato de Ken Ford
Ford accedió a posar para Jon Edgar en Leicestershire durante 2005. Una cabeza de terracota fue el resultado del evento.